# 그리스 한국 원정군
그리스 한국 원정군(그리스어: Εκστρατευτικόν Σώμα Ελλάδος στην Κορέα, ΕΚΣΕ, 영어: Greek Expeditionary Force in Korea, GEF)는 국제 연합의 안보리 결의안 82호에 따라 6·25 전쟁에 참전하기 위해 파병된 그리스 왕국의 파병부대이며, 육군과 공군으로 구성된 합동부대이다. 그리스 왕국은 대한민국에 파병한 국제 연합군부대를 5번째로 보낸 국가로, 1950년 11월부터 군대를 파견했고, 1953년 7월 정전 협정 체결 이후에도 5년여간 대한민국에 주둔하며 대민 작전을 펼쳤다.

## 개요
그리스 한국 원정군은 그리스 왕국이 조선민주주의인민공화국의 불법남침으로 위기에 처한 대한민국을 지원하기 위해 구성한 파병군이다. 초기 파한 그리스군 사령부를 구성하여 1개 여단 규모의 병력 파견을 고려하였으나 유엔군이 38선을 넘어 북진하는 등 상황이 호전되자 1개 대대규모로 축소하는 한편, 파한 그리스군 사령부가 1951년 8월 12일까지 이어지고, 이후에는 1951년 1월 신설된 '유엔군사령부 그리스군 연락장교단'이 지휘부 역할을 수행하였다. 파한 그리스군 사령관에 이오아니스 다스칼로풀로스(Ioannis Dascalopoulos) 대령을 임명하였고 사령부는 전속부관 및 경리, 병기, 법무 참모와 2명의 연락장교 및 통역관, 수 명의 행정서기 및 운전병으로 편성되었다. 그리스군의 스파르타 대대는 미 제1기병사단에 배속되었으며 공군 제13수송편대는 미 제5공군에 배속되었다. 그리스군의 특징으로는 병사들의 계급체계가 상사, 하사, 병장으로 구성되어 있었고, 당시 왕국이었던 그리스는 공군 부대명에 Royal을 붙여 활동하였다.

## 배경
참전 여부를 결정하던 시기의 그리스 왕국은 계속된 전쟁으로 국력이 기울어진 상태였다. 요안니스 메탁사스의 독재정권은 독일과 이탈리아 등 파시스트 정권과 친밀한 관계를 유지하고 있었으나, 1940년 10월 28일 이탈리아가 영토 확장을 위해 그리스를 침공한 그리스-이탈리아 전쟁이 발발하였다. 그리스군은 이탈리아군을 잘 방어해내면서 반대로 이탈리아의 영토였던 알바니아 지역으로 진군하였다. 이에 따라 독일이 이탈리아의 지원 및 발칸반도 지역의 안정화를 위해 1941년 4월 6일 유고슬라비아를 공격함과 동시에 그리스를 침공하였다. 파파고스 장군 휘하 430,000명의 그리스군 및 62,500명의 영국군으로 이루어진 연합군은 독일군의 파죽지세를 막아내지 못하고 본토를 내어주고 말았고, 그리스 망명 정부를 수립하였다. 그러나 망명 정부와는 별개로 공산주의 세력들이 추축국의 지배에 반기를 들고 본토에서 레지스탕스 활동을 펼치며 독자적인 행정부를 설치하였고, 이는 곧 그리스 내전으로 이어지게 되었다.
기존의 왕당파와 공화파의 갈등은 메탁사스 독재정권 이후 우파와 좌파의 대립으로 변하였고, 1943년 레지스탕스 내부에서 발생한 좌우대립은 그리스 내전의 형태로 증폭되어 나타났다. 그리스 공산당이 통제하던 민족 해방 전선과 우파의 국가 사회 해방, 그리스 국가 공화주의자 연맹, 범그리스 자유단, X단 등의 분쟁은 좌파와 우파의 통합 정부를 구성하는 것으로 마무리되었다. 그러나 1944년 그리스 정부가 무장해제를 요구하자 좌익 세력들은 명령에 불응하고 통합 정부를 부정하며 수도 아테네에서 폭동을 일으켰다. 이에 그리스 헌병대가 발포하며 2차 내전이 시작되었고, 영국의 지원을 받은 정부군은 보안 대대 등 나치 독일의 괴뢰국이었던 그리스국에서 복무하였던 이들까지 동원하여 내전에서 승리하였다.
1946년 그리스 공산당의 무장단체인 그리스 민주군과 민족 해방 전선 및 기타 좌익 무장 세력들이 1946년 3월 30일 내전을 재개하였다. 그러나 당시 공산주의 세력의 종주국이었던 소련은 영국과의 지분 협정을 맺어 그리스 공산당에 대한 지원을 거부하였고, 동유럽의 공산국가였던 유고슬라비아와 불가리아, 알바니아만이 이들을 지원하였다. 반대로 정부군은 1947년 이전에는 영국, 이후에는 미국의 지원을 받을 수 있었고 파파고스 장군의 지휘 아래 승기를 잡을 수 있었다. 스탈린과 티토의 노선 갈등이 절정으로 치닫으면서 그리스 공산당도 이 갈등의 영향을 받았는데, 티토를 지지하는 세력과 스탈린을 지지하는 세력으로 나뉘어 내분이 발생하였다. 1949년 10월 16일 내전을 마무리한 그리스 왕국은 우파 정권이 완전하게 자리를 잡았고, 국민적 정서 또한 반공주의에 가까웠다. 이러한 상황은 그리스가 625전쟁에 파병을 결정하는 데 큰 영향을 미쳤다. 그리스 내전 시기에 트루먼 독트린의 실현을 위하여 밴 플리트 장군이 미국 합동군사자문단의 단장으로 그리스에서 4억 달러에 달하는 미국의 원조금을 관리하고 250명의 자문단과 그리스 정부에 조언을 제공하여 내전에서 정부군이 승리하는 데 기여하였다. 이후 밴 플리트 장군은 6.25전쟁에도 참전하게 되며, 대한민국과 유사한, 이념대립으로 인한 내전을 겪었던 그리스의 경험을 토대로 미 8군과 유엔군을 이끌었다.

## 스파르타 대대
스파르타 대대는 그리스 내전에 참여하였던 인원들로 편성되어 경험이 풍부한 부대였으며 장교 50명과 사병 738명으로 이루어졌으며, 보충대는 장교 3명과 사병 58명으로 구성되었다. 이들은 모두 1 보병사단과 8 보병사단, 9 보병사단의 자원자들이었다. 알부지스(Dionysios Arbouzis) 중령 지휘아래 미군 수송선으로 11월 16일 피레우스 항을 출항하여 23일 뒤인 12월 9일 부산항에 도착하였다. 이후 김해 공군기지 부근의 유엔군수용대에서 현지수용훈련을 수료하였다. 12월 16일 미군 제1기병사단 7기병연대에 제4대대로 편성되어 1951년 1월초부터 전투에 투입되었다.

### 이천 381고지 전투

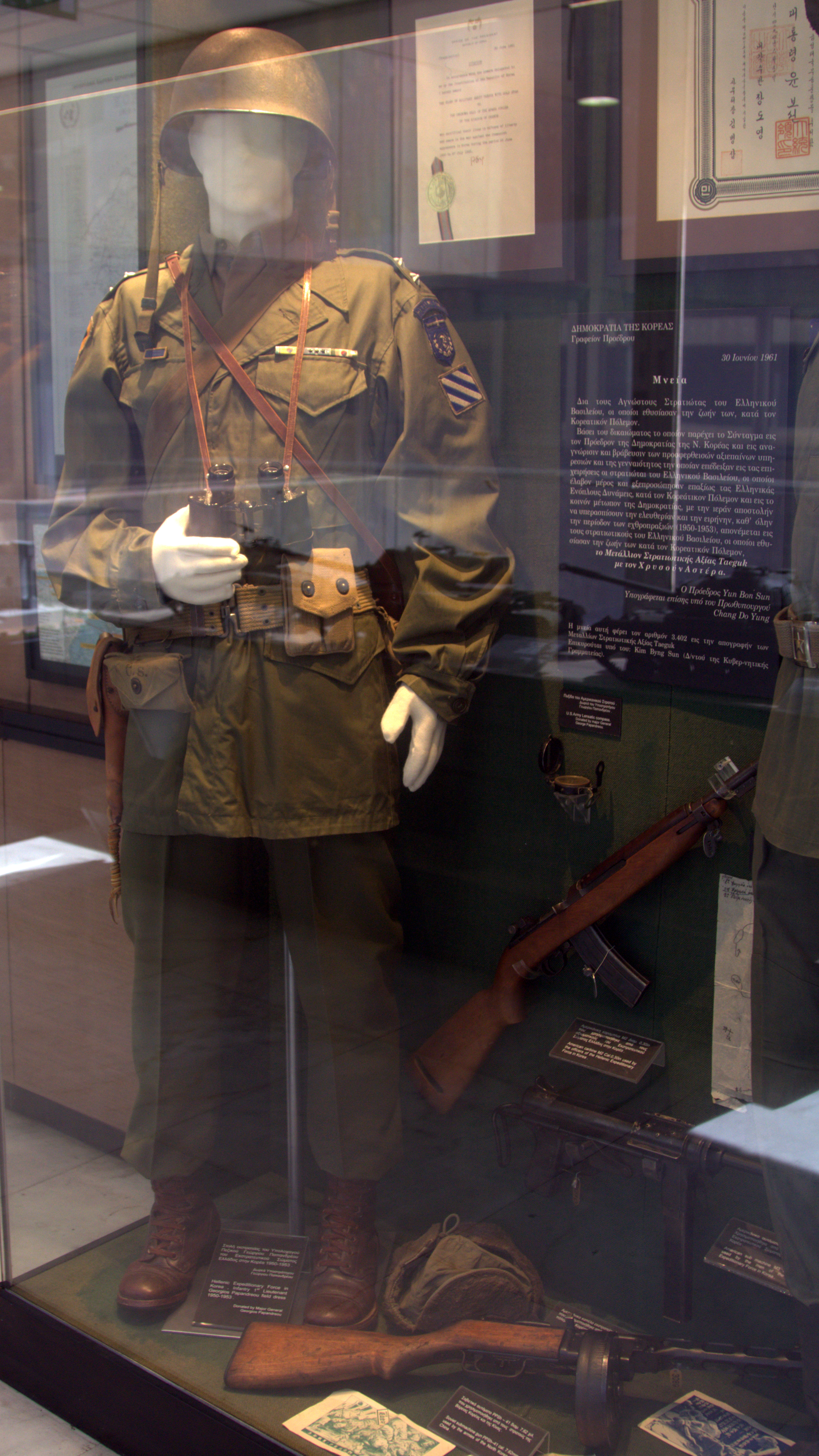
파한 그리스군 복장 및 무장 (아테네 그리스 전쟁 박물관)

381고지 전투는 이천 381고지에서 중공군의 제3차 공세의 반격으로 미 제9군단이 1951년 1월 25일 실행한 '썬더볼트(Thunderbolt) 작전'에서 스파르타 대대가 1월 29일부터 이틀간 중공군 제38군 예하 제112사단의 3차례의 공격을 격퇴한 전투이다. 1951년 1월 23일 미 제9군단장이 미 제1기병사단에 25일 여명에 이천-김량장 북쪽으로 공격하여 한강 남안까지 진격하라는 작전명령을 하달하였고, 사단장 게이(Hobert R. Gay)소장은 제7연대와 제8연대가 병진, 전방의 적을 격퇴하고 한강선으로 진출하고자 하였다. 7기병연대 제4대대로 배속되었던 스파르타 대대는 이천-곤지암-경안리 도로축선을 따라 진격하고 도로 양측 고지들을 공략하는 임무를 부여받았다.
작전 당일 07시 30분, 스파르타 대대는 연대의 선봉에서 공격을 개시하였고 이천을 점령, 북쪽 정개산까지 진출하였다. 26일 새벽에는 맹개산(407고지) 부근까지 도달하였으나, 중공군의 기습으로 4명이 전사하고 2명이 부상하였다. 이는 최초로 스파르타 대대가 한국전쟁에서 입은 인명피해였다. 이후 제1기병사단이 전투지경선 조정을 실시함에 따라 28일 관리로 이동하였고 곤지암을 공략하기 위해 양각산 북쪽 381고지와 307고지, 258고지를 점령하였다. 이 때, 7연대 제1대대가 중공군의 반격을 받았고 연대본부의 명령에 따라 스파르타 대대의 제2중대가 제1대대 지원을 위해 파견되었다. 제2중대는 29일 0시 30분경 제1대대 지휘소가 있었던 367고지에 도달하였고 제1대대와 함께 고지를 탈환, 대대로 복귀하였다. 스파르타 대대가 곤지암 공략을 위해 위치하였던 지역은 해발 300~400m의 고지군이 형성되어 있고, 협곡과 능선의 급경사, 계천, 적설 등 부대기동에 제한이 많은 지역이었다. 381고지의 경우 적이 완만한 능선을 따라 공격해올 수 있는 반면, 아군이 병력 및 보급품을 지원하기에는 지세가 험하여 지키기 어려운 위치에 있었다. 대대 정면에는 제112사단의 제334연대가 307고지 북쪽과 서북쪽의 344고지, 441고지 일대에 진지를 구축하고 있었으며 다른 2개 연대는 증원병력으로 334연대 후방에 위치하였다. 이에 따라 제1중대를 307고지에, 제3중대를 381고지에 배치하여 방어선을 구축하고 제1대대를 지원하였던 제2중대는 그보다 뒤에 위치한 258고지에 배치하였다. 아르부지 중령은 방어를 강화하고 적의 전투력을 약화시키기 위해 441고지에 대한 기습공격을 제1중대에 명령하였고 대대 자동화기와 81mm 박격포소대를 지원하였다.
공격을 위해 적의 역습에 대비한 급편방어진지를 구축하던 중 중공군 제334연대가 공격준비사격없이 기습적인 공격을 실시하였고, 제3중대의 1개 소대가 1월 29일 0시 20분경 처음으로 공격을 받았다. 500~600명 규모의 중공군이 제3중대 진지로 좌측에서 우회접근하였고, 400~500명 규모의 다른 적은 제1중대 정면에 위치하였던 441고지에서 제3중대를 향해 정면공격을 실시하였다. 파상공세로 인해 치열한 전투가 이어졌으나 아군 포병의 지원화력이 적을 효과적으로 제압하면서 중공군의 공세는 중단되었다.
1월 30일에는 01시경 증원된 병력을 바탕으로 적이 공세를 개시하였고 양측에서 진지를 공격해오며 탄막지대를 병력의 수로 돌파해왔다. 고지 정상에서 백병전이 전개되었고 제3중대는 모든 통신이 두절되어 고립되었으나 절망적인 상황에서도 분전하며 적의 공세를 막아내고 있었다. 아군기의 조명탄으로 제3중대의 상황을 파악한 아르부지 중령은 제2중대 1개분대를 지원하였고 총검으로 적의 포위망을 돌파, 제3중대와 합류하였다. 이들의 증원으로 사기가 고조된 중대는 적의 2차 공세를 성공적으로 막아낼 수 있었다.
02시 20분 경 중공군은 다시 병력을 증원받아 전열을 정비한 후 3차 공세를 개시하였다. 방어선을 구축하기에 시간적 여유가 없었던 제3중대는 고지정상에서 백병전을 치루었고, 수류탄과 총검을 사용하며 사력을 다한 싸움을 이어가던 중 아군기가 조명탄을 투하하고 폭격과 기총소사로 중대를 지원하였고, 이에 중공군은 기세를 잃고 고지 아래로 도주하였다. 아군기가 적의 퇴로를 차단, 중대가 도주하는 적을 추격하였고 이후 04시 30분에 전투를 종료하였다. 중공군은 약 3천명에 달하는 병력으로 381고지를 점령하고자 하였으나 제3중대의 용맹한 방어로 실패하였고, 스파르타 대대는 11명이 전사하고 14명이 부상, 1명이 실종되는 인명피해를 입었지만 위기상황을 잘 대처할 수 있었다. 최소 적 2개대대를 몰아내고, 중공군은 800명 이상의 사상자가 발생하는 큰 승리를 거두었다.

### 연천 313고지 전투
연천 313고지 전투는 미 제1군단의 코만도 작전에서 1951년 10월 3일부터 5일까지 연천 북방의 선벽 부근에서 미 제1기병사단의 일부로 스파르타 대대가 중공군 제47군 예하 제139사단 및 제141사단 진지를 점령하기 위해 3차례에 걸쳐 공격한 전투이다. 코만도 작전은 휴전회담이 개시된 후 공산군이 진지를 강화하고 전력을 증강하며 대규모 공세를 준비하자 제임스 밴 플리트 대장이 휴전회담의 주도권을 장악하고 서울-철원간 병참선을 확보할 목적으로 제임스타운선을 목표로 한 공격작전이다. 작전목표는 주보급로인 제3번 도로와 경원철도의 안전을 보장하고, 철의 삼각지대 좌측 지역에 대한 방호가 가능하며, 역곡천 평지, 임진강 서안을 감제할 수 있는 전략적 요충지였다. 5개 군단이 참여한 가운데, 스파르타 대대가 배속된 제1기병사단은 임진강을 통제할 수 있는 대광리 서쪽 고지군 10km 정면에 대한 공격임무를 부여받았다. 제7연대는 사단의 우측에 위치하였고 길머(Dan Gilmer) 대령은 스파르타 대대를 중앙에 배치하고 제2대대를 우측, 제3대대를 좌측에 배치하여 418고지-313고지-334고지-347고지 선인 크레이그(Craig)를 장악하기 위한 공격을 준비하였다.
8월 아르부지 중령으로부터 지휘권을 넘겨받은 스필리오풀로스(Kyriokos Spiliopoulos) 중령은, 10월 1일 313고지와 334고지를 점령하고 일대를 사수하라는 제7연대의 명령을 받았다. 작전목표를 달성하기 위해 제1중대가 선벽 부근 313고지를 탈취하고, 제3중대가 334고지를 공격하는 계획을 수립하였고 10월 2일 19시에 제1중대가 공격대기지점으로 이동하였다. 제1중대의 공격을 지원하기 위해 10월 3일 05시에 1시간 동안 공격지원사격이 실시되었고, 사격이 끝난 후 중대는 2개 소대 병진으로 313고지 동남 능선으로 진격하였다. 그러나 적의 저항이 완강하여, 후속소대를 포함한 전 중대원이 백병전에 돌입한 끝에 첫 번째 진지를 돌파할 수 있었다. 정오 무렵에는 증강된 중대규모의 중공군이 10여 정의 중기관총의 화력지원을 받으며 역습을 시도, 2시간 동안 전투가 발생하였다. 스필리오풀로스 중령은 제3중대를 증원하였으나 적의 집중포격으로 인하여 큰 피해를 입었고, 14시 30분 길머 대령의 승인을 받아 병력을 고지 기슭으로 철수시켰다. 소대장 스테파노스 마브로마타티스 중위를 비롯한 14명이 전사하고 다수가 부상을 입은 채 첫 공격은 무산되었고, 제7연대는 작전목표를 달성하는 데 실패하였다.
당시 중공군은 제1기병사단 정면에 전력을 집중하였고, 자동화기의 화망이 상호지원하는 강력한 진지를 구축함과 동시에 언덕과 능선의 아군 진격로에 야포와 박격포 전력을 집중하였다. 제2포병사단의 전력 대부분을 제1기병사단을 막기 위해 동원할 정도였다. 적 포병위치를 아군이 식별한 후 1군단의 포병전력과 미 제5공군 폭격기들의 대응사격이 이루어진 후에야 이를 저지할 수 있었다. 또한 적 중대는 10~12정의 기관총과 많은 수의 수류탄을 운용하여 적 진지에 접근하는 것이 어려웠다. 탄약과 보급품 또한 충분하게 준비되어 있었고 철조망과 지뢰 등 장애물 또한 견고하게 구축되어 있었다.
길머 대령은 제2대대가 제8연대의 병력과 함께 313고지 동편에 위치한 418고지를 점령하면 스파르타 대대가 313고지를 공격하도록 명령하였으나 10월 4일 정오가 지나서도 418고지는 끈질기게 버티었고 대대 단독으로 313고지를 공격하게 되었다. 14시, 항공폭격과 포병화력이 적 특화점에 집중되었고 제2중대가 공격을 개시하였다. 중공군은 포병의 화력지원을 실시하고 140사단의 병력을 증원하며 방어를 강화하였고 공세가 중단되었다. 15시에 제2중대는 재돌격하여 18시경 적 진지에 돌입, 그러나 적의 역습으로 인해 다시 철수하여야 했고, 이날 14명의 전사자가 발생하였다.
10월 5일 아침부터 공군과 포병이 313고지에 강력한 화력을 투사하였고 탄약과 보급품을 보충하며 전열을 정비한 대대는 제2중대를 다시 선봉에 세워 공격을 개시하였다. 적은 누적된 피해로 인해 10월 4일 밤 418고지에서 후퇴하였고, 제8연대의 제1대대가 418고지의 능선을 돌파, 제3 사단의 제15연대와 합류하였고 스파르타 대대 또한 14시경 제2중대가 저항 없이 313고지를 점령하였다. 이 전투로 대대는 105명의 인명손실을 떠안아야 했을 정도로 매우 치열했던 전투였다.

### 철원지구 420고지 전투
철원지구 420고지 전투는 철의 삼각지대였던 철원에서 발생한 전투로, 1953년 6월 16일부터 18일까지 '마의 고지'라고 불렸던 420고지(Harry 고지)에서 그리스 대대가 중공군 제24군 제74사단 예하 제221연대의 공격을 방어한 전투를 의미한다. 중공군은 당시 지역 주민들을 생포하여 정찰활동을 강요하였고, 미군의 전투력을 인정하고 국군이나 타국의 UN군을 목표로 삼고자 하였다. 420고지에는 스파르타 대대가 위치하였는데, 제15연대가 필사적으로 지켜낼 정도로 전략적 가치가 높았고, 미군이 아닌 그리스군이 이 고지를 방어하고 있어 중공군은 420고지에 전투력을 집중하기로 결정하였다. 16일에는 제10전투공병대대 2중대의 지원을 받아 진지보수작업을 실시하였고, 공병중대는 밤이 되기 전 고지를 이탈하였다. 코만도 작전 이후 미군 제1기병사단은 전투불능상태가 되어 재정비를 위해 일본으로 철수하였고, 이에 따라 그리스 대대는 1952년 1월 제3사단 제15연대 예하 부대가 되었다.
17일 자정, 중공군의 첫 공격이 시작되었다. 대대는 조명탄을 발사하여 시계를 확보하였다. 2개 대대규모의 적이 좌우측 측면으로 포위접근하였고, 게오르기오스 쿠마나코스 중령은 강력한 화력을 집중하여 적의 철수를 이끌어내었다.
그러나 적은 비가 그치자 마자 연대규모로 증강된 병력으로 02시 40분, 고지에 대해 다시 포위공격을 실시하였다. 고지에 배치되었던 제3중대는 맹렬히 적을 공격하였으나, 전장 일부에서 전투력이 1:10의 비율로 차이가 났을 정도로 열세였고, 인명피해에도 아랑곳하지 않고 진격하는 중공군으로 인해 03시 13분 경 백병전에 돌입하게 되었다. 중대가 위기에 처했을 때 쿠마나코스 중령은 제15연대에 전차를 요청하여 1개 전차소대와 함께 1개 소대의 병력을 증원하여 적의 측후방을 공격, 중공군의 공격을 돈좌시키고 고지를 사수할 수 있었다.
18일 새벽에는 중공군이 3차 공격을 실시하였다. 제3중대는 저돌적인 돌격을 감행하며 고지를 향해 접근해오는 중공군을 최대한 막아내고자 하였으나 누적된 피해와 피로로 인하여 고지를 사수하기에는 역부족이었다. 쿠마나코스 중령은 즉각 예비대였던 제1중대를 고지로 증원하였고, 제3중대가 위태로운 순간에 고지에 도착하여 고지를 지켜낼 수 있었다. 중공군은 날이 밝아오자 더 이상의 공격이 무용함을 깨닫고 철수하였다.
대대는 약 5시간 동안의 전투로 전사 5명, 부상 20명의 손실을 입었으나 중공군에 500여 명의 전사상자를 강요하는 뛰어난 전과를 거두었다. 중공군이 22,000발에 달하는 화력지원을 받았음에도 중대규모로 연대규모의 공격을 막아낸 그리스 대대는 이 전투로 대통령 부대표창을 수여받았다.

### 북정령 전투
| 구분        | 사망/전사 | 부상      | 실종      | 포로 | 계         |
| ----------- | --------- | --------- | --------- | ---- | ---------- |
| 그리스 대대 | 19명      | 28명      | 0명       | 0명  | 47명       |
| 중공군      | 105명     | 규모 미상 | 규모 미상 | 27명 | 132명 이상 |

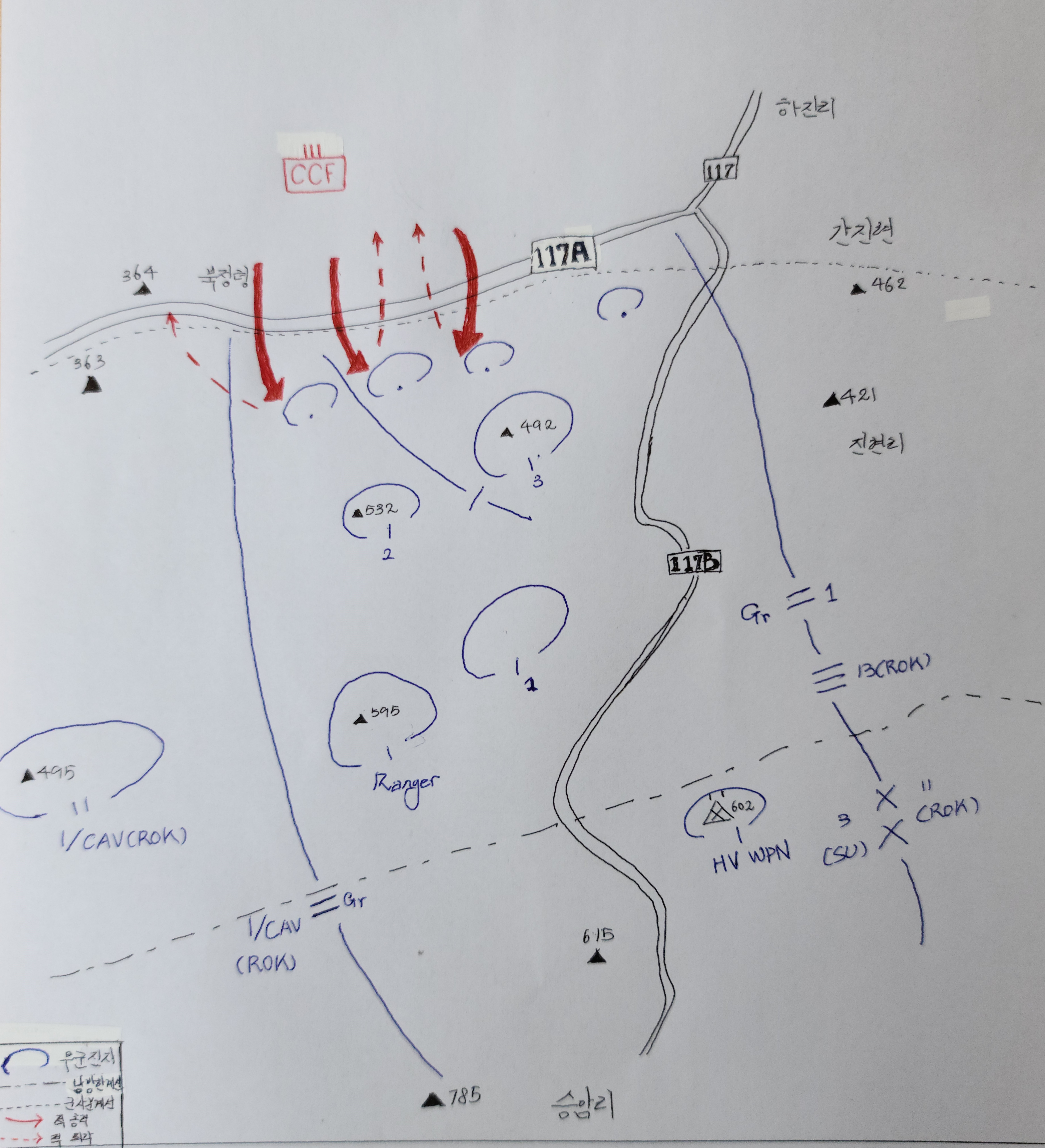
김화지역 북정령 전투 상황도

북정령 전투는 1953년 7월 16일부터 26일까지 중공군 제68군 제203사단 제608연대 및 제54군 제130사단 제390연대에 맞서 북정령(364고지) 남쪽 구릉지대에서 스파르타 대대가 방어전을 수행한 전투이다.중공군이 7차 공세(7월공세)를 개시하여 금성 돌출부를 제거하고 화천까지 진격하고자 하였고, 미군 제9군단은 제3사단을 국군 수도사단 증원을 위해 후방의 제궁동으로 이동시켰다. 이에 따라 그리스 대대가 배속되었던 제15보병연대는 금성 서남쪽 진현리와 양지리에 배치되었고, 그리스 대대는 북정령 남쪽 구릉지대에 배치되었다.
7월 15일 밤, 미군의 제3보병사단 전진진지를 정찰하던 중공군 제608연대는 16일 밤 공격준비사격을 실시한 후 우측 간진현과 진현리 일대에 위치해있던 제15연대 제1대대를 향해 공격을 시작했다. 자정에 이르러서는 제15연대가 관할하는 전 지역에 포격이 확산되었고, 진지가 완전히 구축되지 못하였던 그리스 대대는 많은 사상자가 발생하였다. 그러나 제1대대가 492고지와 532고지를 잘 방어해내자 중공군은 1개 대대에 그리스 대대가 주둔해있던 495고지에 대한 공격명령을 내렸다. 대대는 진내전까지 이루어진 후 새벽 무렵이 되어서야 겨우 중공군을 밀어낼 수 있었다. 포격으로 손상된 진지를 보수하던 대대는 15시경 급작스러운 중공군 2개 중대의 공격을 받았고 495고지를 방어하던 제3중대는 아군의 화력지원을 받아 약 2시간 30분 간 전투를 벌여 적을 격퇴하였다.
7월 20일 전선이 소강상태에 접어들었고, 대대는 국군 제1기갑연대 제1대대에 작전 지역을 인계하고 북정령 남쪽 532고지와 492고지를 인수하였다. 492고지에는 제3중대를, 532고지에는 제2중대를 배치하였고 제1중대를 특전중대가 점령한 595고지 능선에 배치하여 중공군 제390연대와 마주하게 되었다. 제15보병연대장은 방어에 유리한 지형으로 철수할 것을 그리스 대대 대대장이었던 엘리아스 프로코스(Elias Prokos) 중령에게 지시하였으나 프로코스 중령은 진지사수의 의지를 밝혔다. 21일 밤 중공군이 공격해왔으나 이는 예상된 공격이었고, 23일 새벽 공격을 격퇴하였다. 24일 저녁에는 2개 연대를 투입, 전선 돌파를 시도하였고 제2중대가 위치하였던 532고지를 목표로 강력하게 공격해왔지만 제2중대가 잘 방어해내어 중공군의 돌파시도는 좌절되었다.
휴전까지 3일을 앞둔 7월 25일 22시 30분 중공군은 증강된 대대병력을 앞세워 포병화력을 집중한 후 공격을 개시하였다. 중공군은 도로 개활지를 횡단하여 492고지와 532고지 사이를 돌파하는 것을 목표로 하였고, 2개 중대를 각각 492고지 정면, 532고지 좌측을 공격하도록 하였다. 프로코스 중령은 포병화력을 집중하여 도로를 횡단하던 적을 집중 공격하였고, 파상공격을 해오던 중공군은 26일 01시 일시적으로 철수하였으나, 02시경 재공격을 개시하였다. 2개 중대가 492고지를, 1개 중대가 532고지를 향해 돌격해왔으나 30분 만에 이를 격퇴하였고, 적의 전선돌파는 무위로 돌아갔다.
대대는 19명이 전사하고 28명이 부상하였으나 중공군 105명을 사살, 27명을 포로로 획득하는 전과를 얻을 수 있었다. 스파르타 대대가 진지를 고수하고 중공군을 막아낸 덕분에 승암고개가 휴전 이후에도 대한민국의 영토로 남을 수 있었고, 휴전 직전 7월 공세를 통해 입지를 강화하려던 중공군을 잠시 멈추게 만들었다.

## 제13 수송 편대
1950년 10월 13일 제3355수송 비행대대에서 Dakota형 C-47 수송기 7대를 차출하여 아테네 서쪽 공군기지인 Elefsis 기지에서 제13수송기편대(Royal Hellenic Air Force Flight No.13)를 창설하였다. 내전에 참전하였던 참전용사 중 조종요원 27명을 포함한 67명으로 구성하였고, 편대장으로 Ioannis Chatzakis 소령을 임명하였다. 편대는 11월 11일 08시 30분 Elefsis 기지를 출발, 키프로스, 이란의 테헤란, 파키스탄의 카라치, 인도의 뉴델리, 캘커타, 미얀마의 양곤, 태국의 방콕, 베트남의 사이공, 필리핀의 마닐라를 거쳐 일본의 후쿠오카를 지나 60시간의 항속 끝에 12월 1일 유엔 공군 기지인 이타츠케 기지에 도착하였다. 편대는 1955년 3월 말까지 병력과 장비 및 물자 수송 임무를 수행하였으며 3,983회를 출격하고 13,777 시간의 비행 실적을 보였다. 편대는 전공을 인정받아 한국으로부터 2회, 미국으로부터 3회 대통령 부대표창을 수여받았다.

### 전반기 작전상황
| 실적         | 실적           | 실적        | 손실       | 손실       | 손실 |
| ------------ | -------------- | ----------- | ---------- | ---------- | ---- |
| 작전출격회수 | 작전출격회수   | 741회       | 인원(전사) | 장교       | 4명  |
| 작전비행     | 작전비행       | 4,048시간   | 인원(전사) | 사병       | 5명  |
| 공수실적     | 전사상자       | 3,846명     | 인원(전사) | 합계       | 9명  |
| 공수실적     | 기타병력       | 13,866명    | 장비       | C-47수송기 | 2대  |
| 공수실적     | 장비 및 보급품 | 2,344,213kg | 장비       | C-47수송기 | 2대  |

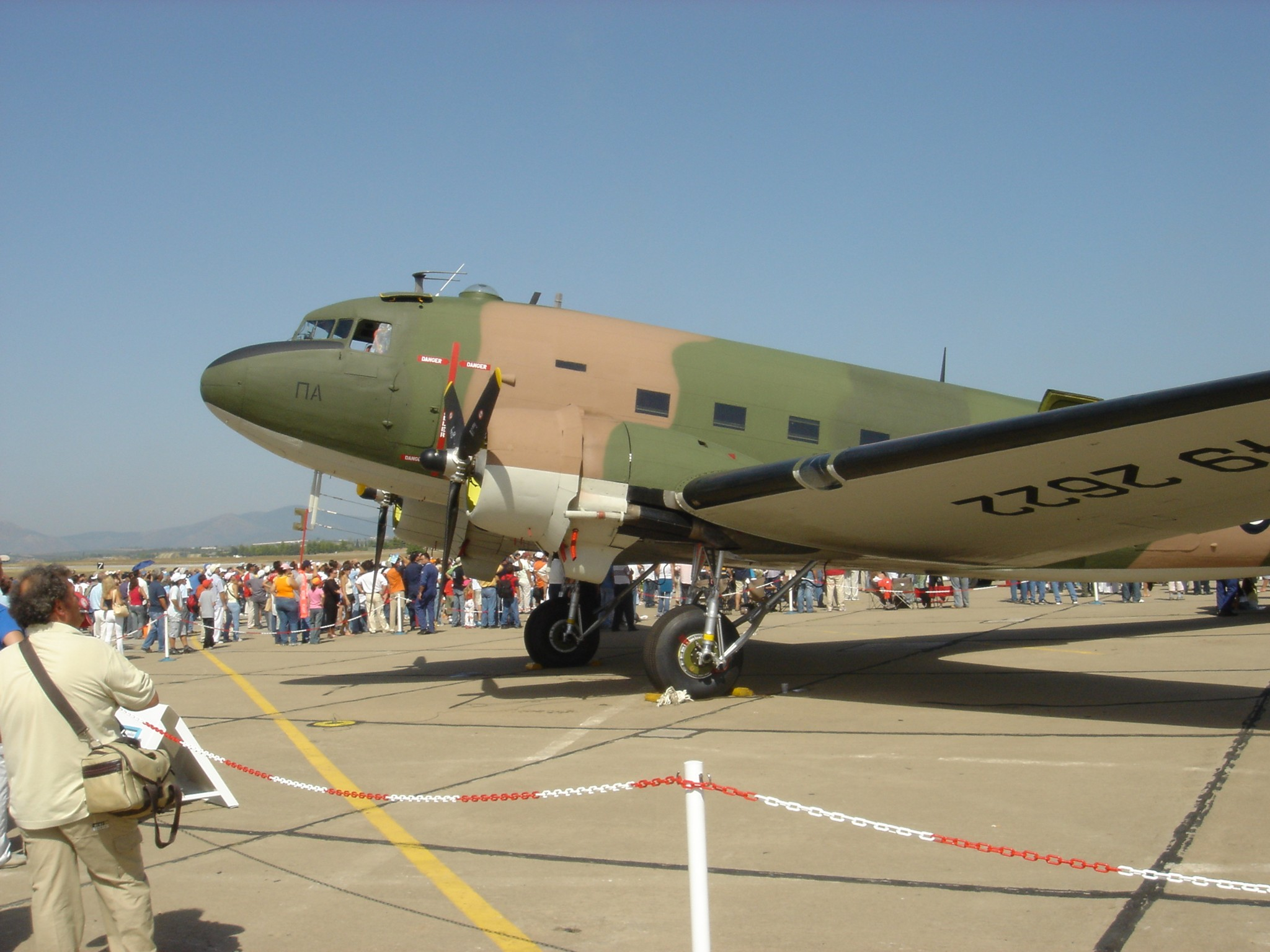
그리스 공군의 C-47 Dakota 항공기

1950년 12월 1일 이타츠케 기지에 도착하여 미군 제315전투수송비행사단 제21수송비행대대에 배속되었고, 4일 아침 극동공군사령관 Stratemeyer 중장이 제315비행사단에 제10군단 지원임무를 부여함에 따라 제13수송편대는 제21수송비행대대의 일부로 함흥 남쪽 연포(K-27)기지로 이동, 참전하게 되었다. 제13편대는 장진호 전투 당시 위기에 처한 미 제1해병사단 및 제7보병사단 제31연대에 보급품을 수송하고 전사상자를 후송하였다. 한국 특유의 강풍, 눈보라 등의 악천후와 공산군의 대공사격을 뚫고 미끄러운 빙판같은 활주로에서 이착륙을 하며 임무를 수행했던 제13편대는 그 공로를 인정받아 제21수송비행대대와 함께 미국 대통령 부대표창을 수여받았다. 또한 장교 9명, 하사관 6명 및 병사 4명이 미국항공무공훈장을 수여받았다.
편대는 유엔군의 흥남철수작전을 지원하였으며, 적의 공격으로 인해 연포 기지가 위험해지자 수영(K-9)기지로 이동하였다. 4대의 작전제대가 수영기지에서 임무를 수행하고, 나머지 본부제대는 이타츠케 기지로 향하였다. 1951년초, 본부제대는 타키차와 기지로 이동, 크로포드(Troy W. Crawford) 대령이 이끄는 미 제374전투비행단의 작전지휘를 받아 7월 말까지 공수임무를 수행하였다. 작전제대는 항공수송부대가 신속하고 효율적인 지원체제를 구축하기 위해 전방으로 추진되면서 수영(K-9)기지에서 대구(K-2)기지로 이동하였다. 대구기지에서 보급품과 장비를 지원하고 전사상자를 후송하는 임무를 수행하였으며, 5월 14일에는 김포기지(K-14)로 전진, 미 제21수송비행대대의 작전지휘를 받았다.
2월 중순, 대구(K-2)기지에서 여주로 임무를 수행하기 위해 출발한 편대는 좁은 활주로와 악천후에도 불구하고 그리스 대대를 지원하기 위해 임무를 강행하였고, 대부분의 경우 무사히 임무를 수행하였으나 2차례의 비행사고가 발생하였다. 첫 번째 사고는 인명피해 없이 기체만을 손실하였으나 두 번째 사고에서 조종사 Anastasios Vamvoukas 대위와 부조종사 Nicolaos Mamalis 중위, 정비사 Andreas Artsitas 소위 및 Spiridon Economopoulos 중사와 대한민국 육군 중위 1명이 사망하였다. 2대의 항공기를 손실하였으나 미군으로부터 보충을 받을 수 있었고, 39명이 편대에 합류하고 17명이 귀국하였으며 4월 9일 데미리스(Panagiotis Demiris) 소령이 제2대 편대장으로 부임하였다.
7월에는 작전제대와 본부제대가 다시 하나의 편대로 부젠 근처의 아시야 기지에서 작전을 수행할 수 있었으나 일본 남부지방에 닥쳐온 태풍으로 인해 코마키 기지에서 작전임무를 수행하였다. 7월 중 서해 백령도 지원작전을 실시하였을 때에는 활주로가 없어 해변을 이용하였으며, 9월에는 82회의 지상군 공수지원을 실시하였다. 10월에는 다시 아시야 기지로 복귀하여 1952년 1월 15일까지 공중수송임무를 수행하여 지상군을 지원하였다.

### 후반기 작전상황
1952년 1월 15일 아시야 기지에서 여의도(K-16)기지로 지원을 위해 전진하였으며 1952년 동안 899회 출격하고 제21수송비행대대의 실적과 비등한 모습을 보이는 등 뛰어난 능력을 입증하였다. 그러나 두 번의 안타까운 사고를 겪어야 했다.
```
12월 22일 편대장 Panagiotis Fragoyannis 소령이 직접 조종한 2-616호기가 부상병 6명을 싣고 수원기지에서 활주로에서 발진하려는 순간 이륙중이던 미 공군 F-80형 제트전폭기와 충돌, 기체가 완파되고 편대장과 부조종사 Angelos Perrakakis 대위, 기관사 Alexandros Eleftheriou 상사, Grigorios Tzinakos 중사, 간호원 1명과 미군 부상병 6명 등 도합 11명이 전사하였다.
[
16
]
```

```
12월 27일에는 편대의 2-632호기가 진해(K-10)기지에서 연락병을 태우고 이륙하였는데 산정에 부딪혀 기체가 소실되며 150m 아래의 협곡으로 추락하는 사고가 발생하였다. 이 사고로 편대장 대리 겸 부조종사 Papadakis 소령, 조종사 Vassilios Katasantonis 중위, 선임하사관 Anagiotis Lambrou 상사, Georgios Bilyas 중사, 미군 기술병 1명 연락병 9명(미군 8명 및 필리핀군 1명) 등 도합 14명이 현지에서 사망하였다.
[
17
]
[
18
]
```

1953년 1월 4일 Jaomes Kostakos 중령이 사고사한 Fragoyannis 중령(사후 중령 추서)의 뒤를 이어 신임편대장으로 부임하였고, 12월 1일 해체된 제21수송비행대대를 바탕으로 새로이 편성된 제6461수송비행대대와 함께 2월 1일부터 수송임무를 수행하였다. 현지훈련과 기상의 호전 덕분에 실적이 향상되자 편대는 제315전투수송비행사단이 발행하는 'Ashiya Breeze'지에 보도되기도 하였다. 휴전 직전 공산군의 공세가 강화되면서 휴전 이후에도 5대의 C-47기가 수송작전을 계속 수행하였다. 휴전 이후에도 여의도(K-16)기지와 김포(K-14)기지에서 수송임무를 수행하였고, 1955년 3월 하순 본국으로부터 귀국 명령을 받아 4월 1일 수송기로 이루어진 제1제대가 김포기지에서 이륙하여 일본으로 기착하여 그리스군 연락장교단장에게 귀국신고를 한 후, 다음 달 5월 8일 일본을 출발하여 55시간의 항속 끝에 5월 23일 Elefsis 공군기지에 도착하였다. 행정 및 지상근무요원으로 이루어진 제2제대 또한 4월 28일 그리스연대 제1대대와 함께 인천을 떠나 본국으로 향하였다.

## 그리스군 편제

### 1950년 11월 16일~1954년 1월 16일
| - 대대본부 - 지휘반 - 지휘관 - 부관 - 연락장교 - 헌병 - 참모반 - 인사(S-1) - 정보(S-2) - 작전(S-3) - 보급(S-4) - 대대 구호소 - 군악대 - 본부 중대 - 본부소대 - 81mm 박격포 소대 - 중기관총 소대 - 통신소대 - 공병소대 - 의무소대 - 수송소대 - 정비반 | - 소총중대 - Nan 중대 - Oboe 중대 - Peter 중대 - 본부소대 - 소총소대 - 소총소대 - 소총소대 - 화기소대 - 박격포소대 - 기관총반 | - 화기중대 - Queen 중대 - 기관총 소대 - 81mm 박격포 소대 - 7581mm 소총 소대 | - 추가 편성대 - 보충대 - 특전중대 |

### 1954년 1월 16일~1955년 3월 10일
| 그리스 연대        | 그리스 연대 | 그리스 연대          | 그리스 연대 | 그리스 연대            | 그리스 연대  | 그리스 연대 | 그리스 연대 | 그리스 연대 |
| ------------------ | ----------- | -------------------- | ----------- | ---------------------- | ------------ | ----------- | ----------- | ----------- |
| 연대지휘 및 참모반 | 본부중대    | 4.2인치 중박격포중대 | 수송중대    | 보충대 (2개 중대 규모) | 혼성통신소대 | 정비영선대  | 제1대대     | 제2대대     |

### 1955년 3월 10일~1955년 7월 12일
| 그리스 대대 | 그리스 대대 | 그리스 대대 | 그리스 대대 | 그리스 대대 | 그리스 대대 |
| ----------- | ----------- | ----------- | ----------- | ----------- | ----------- |
| 지휘반      | 본부중대    | 소총중대    | 소총중대    | 소총중대    | 중화기중대  |

### 1955년 7월 12일~1955년 12월 11일(철수일)
- 증강된 중대

## 그리스군 참전부대 및 지휘관
| 부대명                  | 지휘관 | 지휘관                   | 지휘관            |
| ----------------------- | ------ | ------------------------ | ----------------- |
| 부대명                  | 계급   | 성명                     | 참전기간          |
| 유엔군사령부 연락장교단 | 소장   | Athanasios Daskarolis    | 1951.1.~1951.10.  |
| 유엔군사령부 연락장교단 | 소장   | Nenelaos Pandelidis      | 1951.10.~1952.5.  |
| 유엔군사령부 연락장교단 | 소장   | Nicolaos Tassonis        | 1952.5.~1952.11.  |
| 유엔군사령부 연락장교단 | 소장   | Kon/Nostopoulos          | 1952.11.~1953.6.  |
| 유엔군사령부 연락장교단 | 준장   | Georgios Vlassis         | 1953.6.~1953.12.  |
| 유엔군사령부 연락장교단 | 소장   | Alexandros Christeas     | 1953.12.~1954.10. |
| 유엔군사령부 연락장교단 | 대령   | Ioannis Gennimatas       | 1954.11.~1955.5.  |
| 유엔군사령부 연락장교단 | 대령   | Panagiotis Christopoulos | 1955.5.~1956.1.   |
| 스파르타 대대           | 중령   | Arbouzis Dionysios       | 1950.11.~1951.8.  |
| 스파르타 대대           | 중령   | Apiliopoulis Kyriakos    | 1951.8.~1952.4.   |
| 스파르타 대대           | 중령   | Tamvakas Nicolas         | 1952.4.~1953.1.   |
| 스파르타 대대           | 중령   | Georgios Koumanakos      | 1953.1.~1953.7.   |
| 스파르타 대대           | 중령   | Prokos Elias             | 1953.7.~1954.1.   |
| 그리스 연대             | 대령   | Ioannis Gennimatas       | 1954.1.~1954.10.  |
| 그리스 연대             | 중령   | Christopoulos Panagiotis | 1954.10.~1955.5.  |
| 공군 제 13 수송 편대    | 소령   | Chatzakis Ioannis        | 1950.11.~1951.4.  |
| 공군 제 13 수송 편대    | 소령   | Demiris Panagiotis       | 1951.4.~1951.10.  |
| 공군 제 13 수송 편대    | 소령   | Plionis Georgios         | 1951.10.~1952.8.  |
| 공군 제 13 수송 편대    | 중령   | Panayotis Fragoyannis    | 1952.8.~1952.12.  |
| 공군 제 13 수송 편대    | 중령   | Kostakos Jaomes          | 1953.1.~1953.10.  |
| 공군 제 13 수송 편대    | 소령   | Voutsas Jaomes           | 1953.10.~1954.12. |
| 공군 제 13 수송 편대    | 소령   | Boujouvalas Theodros     | 1955.1.~1955.5.   |

| 직책       | 계급 | 성명                 |
| ---------- | ---- | -------------------- |
| 대대장     | 중령 | Dionysios Arbouzis   |
| 부대대장   | 소령 | Apostolos Zalachoris |
| 제1중대장  | 대위 | Theologos Mantzaris  |
| 제2중대장  | 대위 | Ioannis karamajakis  |
| 제3중대장  | 대위 | Panagiotis Missas    |
| 본부중대장 | 대위 | Stavros Varnavas     |
| 보충중대장 | 대위 | Heraclius Zafiris    |
| 인사관     | 소위 | Tryfon Kalogirou     |
| 정보관     | 중위 | Nikolaos Skiadas     |
| 작전관     | 중위 | Nikolaos Skiadas     |
| 보급관     | 소위 | Georgios Lagakos     |

## 그리스군 운용 장비

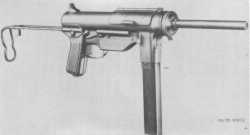
그리스군이 사용하였던 M3A1 기관단총

| - 화포 - 81mm 박격포 6문 - 60mm 박격포 9문 - 57mm 무반동총 4문 - 3.5인치 로켓포 9문 - 2.36인치 로켓포 9문 - 50mm 기관포 2문 | - 공용화기 - 30mm 중기관총 13정 - 30mm 경기관총 화염발사기 2정 | - 개인화기 - M1 소총 - M3 기관단총 - 45mm 권총 |  |

## 참전 결과
| 유기시체 | 추정사상 | 포로  | 노획     | 노획 |
| -------- | -------- | ----- | -------- | ---- |
| 1,656명  | 5,500명  | 208명 | 대전차포 | 4문  |
| 1,656명  | 5,500명  | 208명 | 박격포   | 22문 |
| 1,656명  | 5,500명  | 208명 | 자동화기 | 52정 |
| 1,656명  | 5,500명  | 208명 | 기관총   | 70정 |

| 작전출격회수 | 작전비행   | 공수실적   | 공수실적    |
| ------------ | ---------- | ---------- | ----------- |
| 2,364회      | 11,008시간 | 전사상자   | 8,743명     |
| 2,364회      | 11,008시간 | 기타병력   | 56,520명    |
| 2,364회      | 11,008시간 | 장비보급품 | 4,414,875kg |

| 육군 참전인원           | 공군 참전인원        | 전사 및 사망 | 부상  | 실종 | 포로      | 계    |
| ----------------------- | -------------------- | ------------ | ----- | ---- | --------- | ----- |
| 장교 343명 사병 4,353명 | 장교 78명 사병 218명 | 192명        | 543명 | -    | 3명(송환) | 738명 |

## 기념사업

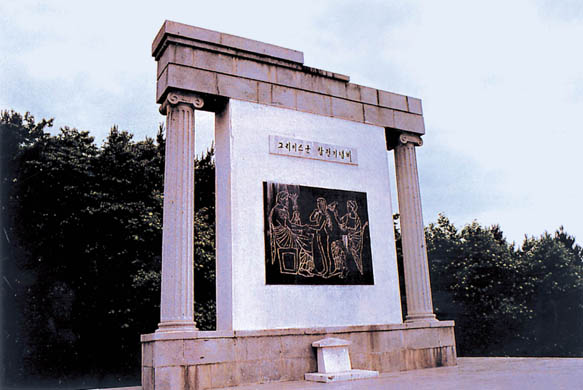
여주시에 위치한 그리스 한국전쟁 참전 기념비

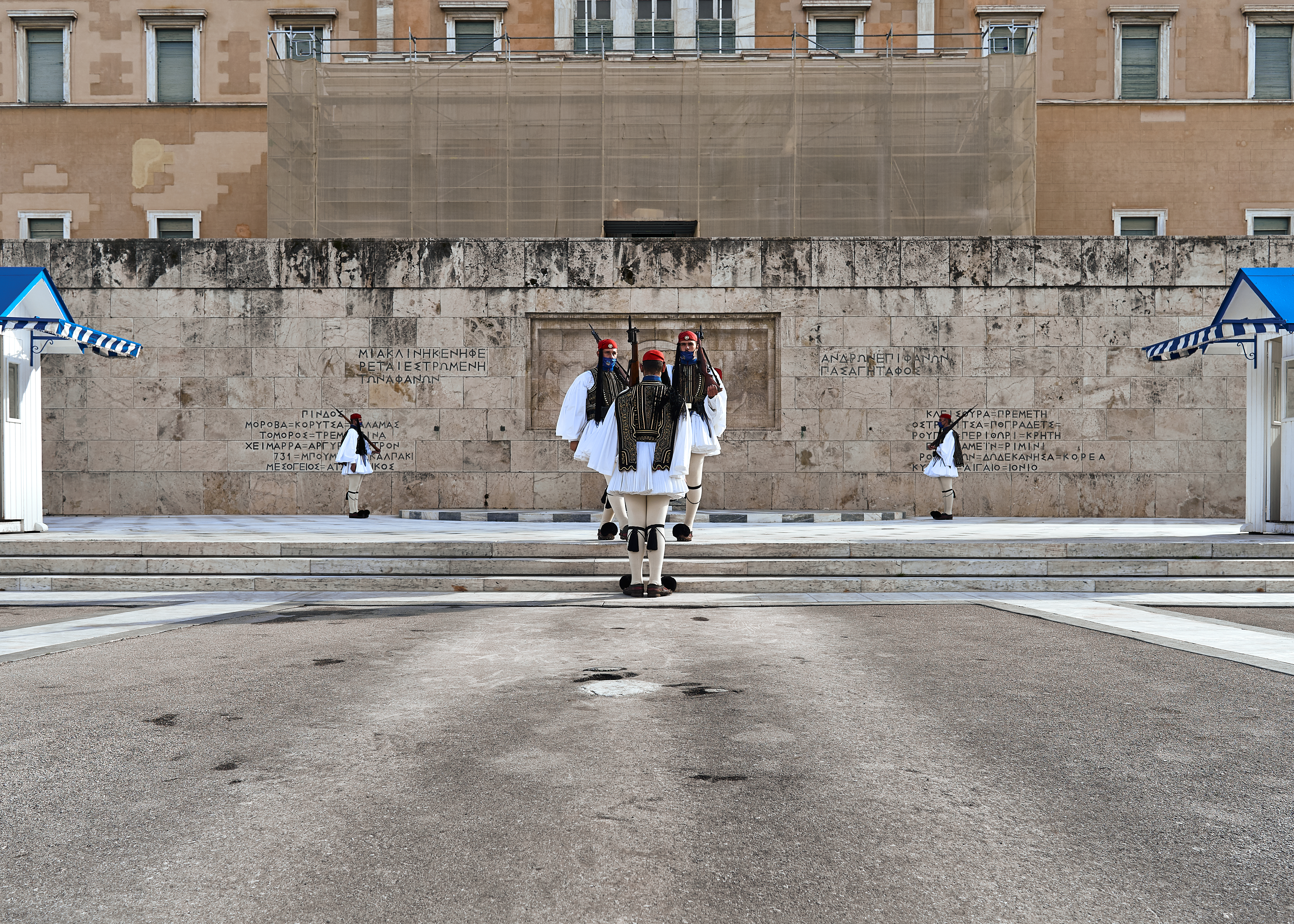
그리스 수도 아테네에 위치한 무명용사의 무덤

그리스군의 주요 상훈 내용으로는 한국에서 선벽 부근 313고지 전투의 공적으로 1952년 3월 24일 대통령 부대표창을, 1953년 10월 23일에 제 13 수송 편대가 대통령 부대표창을 수여받았다. 또한 5회의 을지무공훈장, 45회의 충무무공훈장, 119회의 화랑무공훈장을 수여받았다.  또한 313고지 전투와 420고지 전투로 미국의 대통령 부대표창을 받았으며, 미국에서 46회의 은성훈장, 122회의 동성훈장(V), 223회의 동성훈장(M)을 수여받았다. de L'ordre de la Couronnl 훈장 6회, Honor al Deer Gunplido 훈장을 1회 수여받았으며 그리스 왕국으로부터 George 왕장 1회, 십자무공훈장(A) 부대표창 1회, 무용장 부대표창 1회, 무공은장 186회, 십자무공훈장(C) 760회, 용사장 2,069회, 특공장 27회 및 무공금장을 121회 수여받았다.
아테네에 위치한 무명용사의 벽에는 고대 전사 한 명이 고요히 잠들어 있는 모습이 부조로 새겨져 있으며, 대통령 근위대인 에브조니들이 오스만 투르크와의 전쟁시기에 게릴라들이었던 클레프테스의 전통 복장을 착용하여 무명용사들의 묘를 지킨다. 부조 옆에는 "용감한 전사에게는 어디든 무덤이 될 수 있다."는 구절이 적혀 있으며 그리스가 치뤘던 전쟁들이 나열되어 있는데, 그 중 가장 오른쪽에 한국을 의미하는 Kopea가 새겨져 있어 625전쟁에 참전하였던 그리스 참전용사들의 넋을 기리고 있다.
그리스 한국전 참전용사들의 오랜 건립 희망에 따라 대한민국이 공사비용을 부담하고 그리스의 파파고스 시가 부지를 무상으로 제공하여 그리스 국방부가 설계 및 시공을 하여 건립한 그리스군 한국전 참전 기념비가 2003년 6월 25일 착공하여 2004년 6월 25일 제막식을 거행하였다. 매년 6월 25일 주그리스 대한민국 대사관이 주도하여 그리스 국방부, 한국전 참전용사협회와 공동으로 한국전 참전 기념비에서 참전 기념행사를 개최한다. 한국전 참전비는 고대 그리스 신전을 상징적으로 표현하는 4개의 도리아식 기둥과 제단, 투구, 창, 월계관 문양이 새겨진 청동방패로 장식되어 있으며 흰색 대리석으로 만든 비석이 가운데에 자리하고 있다. 제단 아래에는 대노리고지 전투지역에서 가져온 흙을 담아둔 단지가 있으며, 기념비 양끝에는 전사한 그리스군 186명의 이름을 새겨넣은 4개의 대리석 판이 있다. 비석에는 "이 기념비를 1950-1953년 한국전에서 전사한 그리스의 영웅에게 바친다. 용사에게는 어느 곳이든 무덤이 될 수 있다. 이 기념비는 대한민국 정부에 의해 2003년에 제작되었다."라는 문구가 적혀있다.
대한민국 경기도 여주시에도 그리스군 참전 기념비가 세워져있는데, 625전쟁 당시 그리스 대대가 처음 승리를 거머쥔 이천 381고지 전투를 기념하여 여주시에 위치해있다. 1974년 10월 국방부 건립추진위원회가 추진, 3군 사령부가 현재 부지에 터를 마련하고 그리스에서 가져온 석재로 참전비를 세웠다. 당시에는 야산이었으나, 영동고속도로가 개통 및 확장되고 휴게소가 개장하면서 주변이 복잡해져 2010년 대한민국을 방문한 그리스참전용사협회장이 주한 그리스 대사관을 통해 환경정화를 건의하면서 2018년 이전 계획이 추진되었고, 2018년 10월 18일 여주시에서 평화공원 조성 및 기념비 이전을 검토하였고, 초기에는 강천보 한강문화관 인근 공원이 계획되었으나 하천점용허가의 문제로 영월공원이 확정되었다. 이에 따라 2021년 12월 말까지 영월공원으로 이전될 예정이다.
https://koreanwarlegacy.org/에서는 한국전쟁에 참전하였던 여러 그리스 참전용사들의 인터뷰를 볼 수 있으며, 그들의 경험담을 통해 6.25전쟁에 대해 자세하게 알 수 있다. 국가보훈처와 한국국제교류재단, 한국전참전용사디지털기념관에서 후원하고 있는 프로젝트이며, 잊혀진 전쟁이 되어가고 있는 6.25전쟁을 모두가 기억할 수 있도록 교사 네트워크를 구축하고 있기도 하다.
연천 313고지 전투에서 형제인 George Matshoukas 중위를 잃었던 Dimitrios Matsoukas가 협회장으로 있는 그리스 한국전쟁 참전용사협회 (Panhellenic Association of the Korean War Veterans)에서는 참전용사들의 권익을 증진하고 한국전쟁에 대한 교육을 세계적으로 실시하는 등 다양한 활동을 하고 있다.

## 같이 보기
- 그리스 한국 원정군
- 6.25 전쟁 유엔군 파병 국가
- 6.25 전쟁 의료지원단 파견 국가

## 참고 자료
- 《625전쟁과 유엔군》. 2015년. 251~267쪽.
- 진영재, 노정호 (2003년). 《국제정치논총 43권 1호 : 남부 유럽의 정치 변동 - 근대화 전환 과정의 그리스, 스페인, 포르투갈을 중심으로》. 한국국제정치학회. 431~452쪽.
- “그리스원정군 대대”. 《중앙일보》. 1973년 1월 15일.
- 국가보훈처 (2006년 12월 20일). 《아테네의 후예들 : 그리스군 625전쟁 참전사》.
- “선봉에 선 그리스 제2중대, 불굴의 투혼으로 고지 탈환”. 《경기일보》. 2010년 7월 20일.
- “15보병연대 그리스대대” (PDF).
- “On this day: Greek Expeditionary Force (GEF) departs to take part in the Korean War”. 《The Greek Herald》. 2020년 11월 11일.
- 국방TV (2020년 7월 23일). “그리스 스파르타의 420고지 전투기★순삭밀톡 6·25 70주년 스페셜Ⅶ”.
- Elias K. Maglinis. “The 13th Flight of the royal hellenic air force in korea”. 2007년 2월 25일에 원본 문서에서 보존된 문서. 2020년 12월 27일에 확인함.
- “Korean War Educator”.
- 김성현 (2004년 8월 10일). “[파르테논 수첩] 自由를 지키고 기억하는 자유인”. 《조선일보》.
- “그리스군 한국전 참전 기념비 안내”. 《주그리스 대한민국 대사관》. 2019년 9월 25일.
- “여주시사 - 문화유산: 그리스군 참전기념비”.
- 황선주 (2020년 7월 27일). “그리스군 참전기념비가 여주에 세워진 까닭은?”. 《연합신문》.
- Dimitrios Matsoukas. “Dimitrios Matsoukas 인터뷰”. 《Korean War Legacy Foundation》.

- Αβτζιγιάννης, Κωνσταντίνος (2005).  Η Ελλάδα στον πόλεμο της Κορέας [Greece in Korean War] (그리스어). ΕΠΙΚΟΙΝΩΝΙΕΣ Α.Ε.
- Edwards, Paul M. (2000). 《To Acknowledge a War: The Korean War in American Memory》. Greenwood Publishing Group. ISBN 0-313-31021-1.
- Pagomenos, George; Kazamias, G.A.; Stephanides, Giannis (2004). 《보관된 사본》 Το Ημερολόγιο ενός Έλληνα Στρατώτη στον Πόλεμο της Κορέας [The Diary of a Greek Soldier in the Korean War] (그리스어). Μεσόγειος. ISBN 960-406-928-4. 2008년 10월 25일에 원본 문서에서 보존된 문서. 2009년 1월 8일에 확인함.
- Papadakis, P.V., (Ed.) (2005). 《보관된 사본》 Ελληνικα Φτερα στον Πολεμο της Κορεας [Greek Wings in the Korean War] (PDF) (그리스어). Air Force General Staff – History Service. ISBN 960-87026-2-3. 2015년 6월 28일에 원본 문서 (PDF)에서 보존된 문서. 2016년 12월 6일에 확인함.
- Sandler, Stanley (1995). 《The Korean War: An Encyclopedia》. Taylor & Francis. ISBN 0-8240-4445-2.
- Smokovitis, Dimitrios (2009).  Caforio, Giuseppe, 편집. 《Greece's contribution to the Korean War (1950–1955)》 (Chapter Item) 12A. Emerald Group Publishing Limited. 225–232쪽. doi:10.1108/S1572-8323(2009)000012A015. ISBN 978-1-84855-890-8.
- Sŏ, Sŏk-pong (2006). 《Descendants of Athene: a history of Greek soldiers' participation in the Korean War》. Seoul: Ministry of Patriots' and Veterans' Affairs. OCLC 243709579.
- Thomas, Nigel; Abbott, Peter; Chappell, Mike (1986). 《The Korean War 1950–53》. Osprey Publications. ISBN 0-85045-685-1.

## 참고 문헌
- 6.25 전쟁과 유엔군 - 국방부 군사편찬연구소, 2015 (E-BOOK) 보관됨 2023-07-09 - 웨이백 머신
- 6.25 전쟁과 유엔군 - 국방부 군사편찬연구소, 2015 (PDF) 보관됨 2023-07-09 - 웨이백 머신
- 통계로 본 6.25 전쟁 - 국방부 군사편찬연구소, 2014 (E-BOOK) 보관됨 2023-07-09 - 웨이백 머신
- 통계로 본 6.25 전쟁 - 국방부 군사편찬연구소, 2014 (PDF) 보관됨 2021-01-11 - 웨이백 머신
- 유엔군 지원사 - 국방부 군사연구소, 1998 (E-BOOK) 보관됨 2023-07-09 - 웨이백 머신
- 유엔군 지원사 - 국방부 군사연구소, 1998 (PDF) 보관됨 2023-07-09 - 웨이백 머신
- 한국전쟁 요약 - 국방부 전사편찬위원회, 1986 (PDF) 보관됨 2023-07-09 - 웨이백 머신
- 한국전쟁사 제10권 - 유엔군 참전편 (오스트레일리아, 벨기에, 룩셈부르크, 캐나다, 콜롬비아, 에티오피아, 프랑스, 그리스, 네덜란드) - 국방부 전사편찬위원회, 1979, (E-BOOK) 보관됨 2023-06-24 - 웨이백 머신
- 한국전쟁사 제10권 - 유엔군 참전편 (오스트레일리아, 벨기에, 룩셈부르크, 캐나다, 콜롬비아, 에티오피아, 프랑스, 그리스, 네덜란드) - 국방부 전사편찬위원회, 1979, (PDF) 보관됨 2023-06-05 - 웨이백 머신

- The History of the UN Forces in the Korean War-3 (Belgium, Colombia, France, Greece, Luxembourg, Netherlands, Denmark, Italy, Norway, Sweden) - ROK Ministry of National Defense Institute for Military History, 1974 (E-BOOK) 보관됨 2023-07-09 - 웨이백 머신
- The History of the UN Forces in the Korean War-3 (Belgium, Colombia, France, Greece, Luxembourg, Netherlands, Denmark, Italy, Norway, Sweden) - ROK Ministry of National Defense Institute for Military History, 1974 (PDF) 보관됨 2023-06-05 - 웨이백 머신
- The History of the UN Forces in the Korean War-6 (Summary) - ROK Ministry of National Defense Institute for Military History, 1977 (E-BOOK) 보관됨 2023-07-09 - 웨이백 머신
- The History of the UN Forces in the Korean War-6 (Summary) - ROK Ministry of National Defense Institute for Military History, 1977 (PDF) 보관됨 2023-06-28 - 웨이백 머신